# Лендор, Деон
Деон Кристофер Лендор (англ. Deon Christopher Lendore; 28 октября 1992, Маунт-Хоп, Тринидад и Тобаго — 10 января 2022) — легкоатлет из Тринидада и Тобаго, специализирующийся в беге на 400 метров. Бронзовый призёр Олимпийских игр 2012 года, серебряный призёр чемпионата мира (2015) в эстафете 4×400 метров. Двукратный чемпион страны.

## Биография
Начал заниматься лёгкой атлетикой в школе Queen’s Royal College в Порт-оф-Спейне, столице Тринидада и Тобаго. C раннего возраста специализировался на дистанции 400 метров.
В одном из своих первых стартов за сборную страны, на юношеском чемпионате мира, занял 12-е место в полуфинале и был пятым в шведской эстафете. Трижды становился серебряным призёром Панамериканского чемпионата среди юниоров в беге на 400 метров (2011) и эстафете 4×400 метров (2009, 2011).
В 18 лет дебютировал на взрослом чемпионате мира, но не смог помочь команде Тринидада и Тобаго выйти в финал эстафеты.
Благодаря высокому личному рекорду и опыту выступлений на международных соревнованиях, в 2011 году получил спортивную стипендию в Техасском университете A&M. После года тренировок в США отобрался на Олимпийские игры в Лондоне. В столице Великобритании не смог пройти дальше предварительных забегов в беге на 400 метров, но в эстафете 4×400 метров своим выступлением на последнем этапе принёс команде бронзовую медаль с национальным рекордом 2.59,40. В финишном створе Деон опередил хозяина соревнований, Мартина Руни, на 0,13 секунды.
В 2013 году бежал в индивидуальном полуфинале чемпионата мира — 12-е место, 45,47.
На протяжении 2014 года не выступал на международной арене, но провёл один из самых успешных сезонов в карьере. На дистанции 400 метров Деон остался непобеждённым на студенческих стартах в США: его победная серия составила 14 стартов, в ходе которых он выиграл два титула чемпиона NCAA (зимний и летний), а также установил личный рекорд (и рекорд университета) — 44,36. По итогам сезона Федерация лёгкой атлетики США вручила ему Приз Боуэрмана (англ. Bowerman Award) как лучшему студенту-легкоатлету года.
На мировом первенстве 2015 года стал серебряным призёром в эстафете, вновь с национальным рекордом 2.58,20.
Выиграл две бронзовые медали чемпионата мира в помещении 2016 года, в беге на 400 метров и в эстафете 4×400 метров.
Олимпийские игры в Рио-де-Жанейро не стали для Лендора успешными. В личном беге на 400 метров он не смог выйти в полуфинал, а в эстафете сборная Тринидада и Тобаго была дисквалифицирована в предварительном забеге.
Погиб в автокатастрофе в США.

## Основные результаты
| Год  | Турнир                                  | Место проведения                 | Дисциплина        | Место       | Результат |
| ---- | --------------------------------------- | -------------------------------- | ----------------- | ----------- | --------- |
| 2009 | Чемпионат мира среди юношей             | Брессаноне, Италия               | 400 м             | 12-е (1/2)  | 48,20     |
| 2009 | Чемпионат мира среди юношей             | Брессаноне, Италия               | шведская эстафета | 5-е         | 1.53,51   |
| 2009 | Панамериканский чемпионат среди юниоров | Порт-оф-Спейн, Тринидад и Тобаго | 400 м             | 7-е (заб.)  | 47,61     |
| 2009 | Панамериканский чемпионат среди юниоров | Порт-оф-Спейн, Тринидад и Тобаго | эстафета 4×400 м  | 2-е         | 3.07,70   |
| 2010 | Чемпионат мира среди юниоров            | Монктон, Канада                  | 400 м             | 15-е (1/2)  | 47,49     |
| 2010 | Чемпионат мира среди юниоров            | Монктон, Канада                  | эстафета 4×400 м  | 10-е (заб.) | 3.10,87   |
| 2011 | Панамериканский чемпионат среди юниоров | Мирамар, США                     | 400 м             | 2-е         | 46,50     |
| 2011 | Панамериканский чемпионат среди юниоров | Мирамар, США                     | эстафета 4×400 м  | 2-е         | 3.13,27   |
| 2011 | Чемпионат мира                          | Тэгу, Южная Корея                | эстафета 4×400 м  | 12-е (заб.) | 3.02,47   |
| 2012 | Олимпийские игры                        | Лондон, Великобритания           | 400 м             | 27-е (заб.) | 45,81     |
| 2012 | Олимпийские игры                        | Лондон, Великобритания           | эстафета 4×400 м  | 3-е         | 2.59,40   |
| 2013 | Чемпионат мира                          | Москва, Россия                   | 400 м             | 12-е (1/2)  | 45,47     |
| 2013 | Чемпионат мира                          | Москва, Россия                   | эстафета 4×400 м  | 3-е (заб.)  | 3.00,48   |
| 2015 | Чемпионат мира                          | Пекин, Китай                     | эстафета 4×400 м  | 2-е         | 2.58,20   |
| 2016 | Чемпионат мира в помещении              | Портленд, США                    | 400 м             | 3-е         | 46,17     |
| 2016 | Чемпионат мира в помещении              | Портленд, США                    | эстафета 4×400 м  | 3-е         | 3.05,51   |
| 2016 | Олимпийские игры                        | Рио-де-Жанейро, Бразилия         | 400 м             | 35-е (заб.) | 46,15     |
| 2016 | Олимпийские игры                        | Рио-де-Жанейро, Бразилия         | эстафета 4×400 м  | — (заб.)    | DQ        |
| 2017 | Чемпионат мира по эстафетам             | Нассау, Багамские Острова        | эстафета 4×400 м  | 1-е (заб.)  | 3.02,51   |